# 断裂韧性

试样厚度对断裂韧性的影响

断裂韧性（Fracture toughness），在材料科学中是指物体断裂时，尖锐裂纹的扩展突然变得迅速而无限制，此时的临界应力强度因子。断裂韧性反映了结构阻止宏观裂纹失稳扩展能力，是结构抵抗裂纹脆性扩展的参数。它和材料本身特性、结构几何形状以及裂纹形状相关。部件的厚度会影响裂纹尖端的约束条件，薄部件具有平面应力条件，厚部件具有平面应变条件。平面应变条件下可以求得与材料特性相关的最低断裂韧性值——I型加载下的应力强度因子的临界值称为平面应变断裂韧性，记为{\displaystyle K_{\text{Ic}}}。当未能满足厚度等确保平面应变条件的测试要求时，测得的断裂韧性值以{\displaystyle K_{\text{c}}}表示。断裂韧性是表征材料抗裂纹扩展能力的定量方法，给定材料的标准值一般都适用。

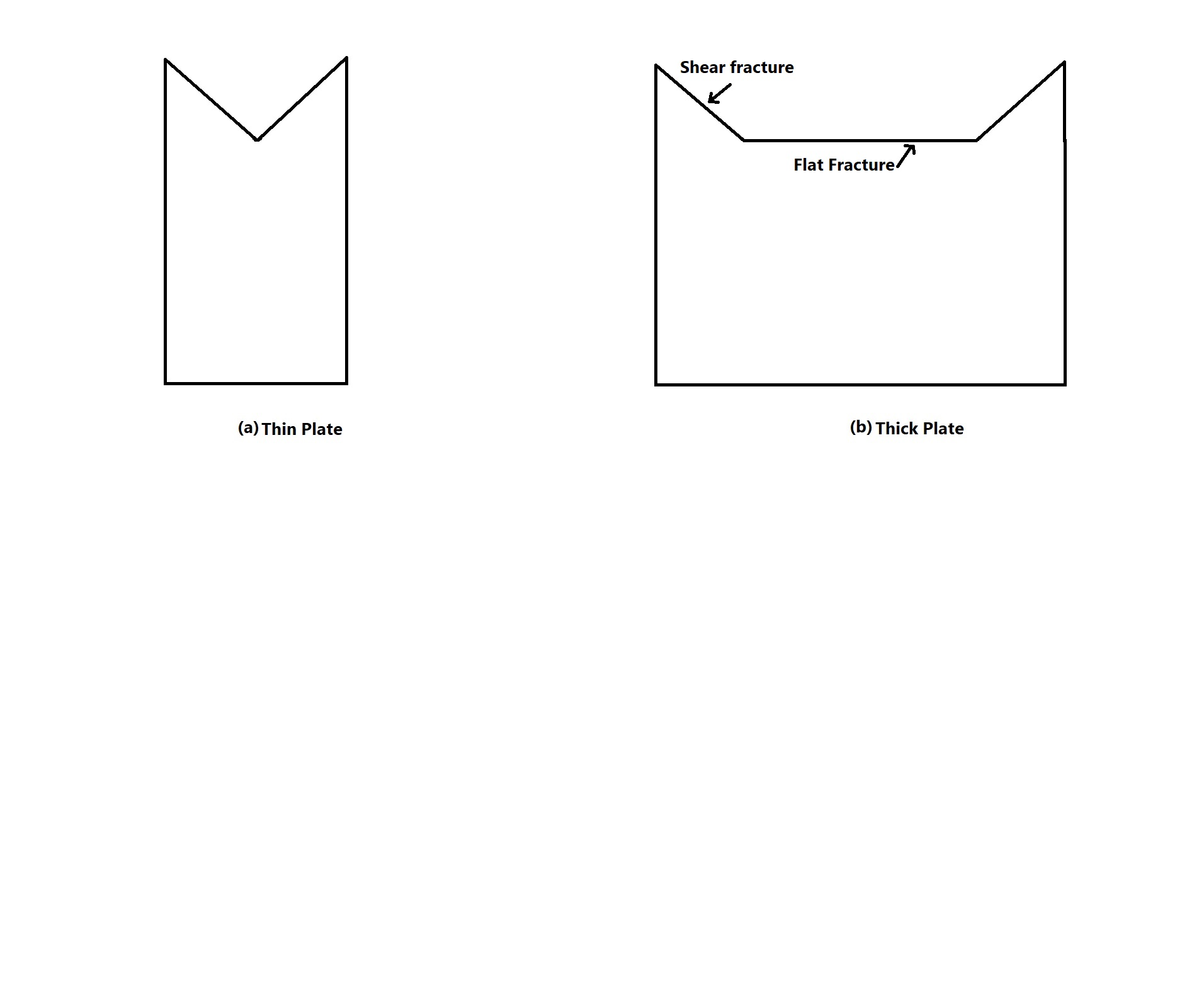
裂纹扩展的材料的断裂表面形态受样本厚度变化的影响。

缓慢的自主裂纹扩展称为应力腐蚀裂纹，可能发生在超出{\displaystyle K_{\text{Iscc}}}阈值或低于{\displaystyle K_{\text{Ic}}}的腐蚀环境中。疲劳裂纹扩展过程中，也可能会出现裂纹扩展的小增量，重复加载循环后，裂纹会逐渐扩展，直至超过断裂韧性而最终失效。
一般用于表征断裂韧性的参数有J积分、应力强度因子K的临界值。断裂韧性用于大型的结构（如：船体）的断裂事件研究。大型结构往往在很低强度的情况下发生断裂。为了解决这个问题，发明了表征脆性断裂的应力强度因子K。后又发展出了J积分。进而产生了T参数、Q参数等表征应力场非标准特性差的参数。
K=Yσ√(πa)